# Tempête tropicale Erika (2009)
Pour les articles homonymes, voir Cyclone tropical Erika.
Erika est le 6e système tropical de l'année 2009 et le cinquième à recevoir un nom. Montrant des signes d'organisation suffisants pour que le National Hurricane Center américain la classe officiellement tempête tropicale le 1er septembre, ce système peine à se structurer. C'est ainsi un système dépressionnaire dont le centre ne peut être localisé avec précision qui traverse la Guadeloupe dans la nuit du 2 au 3 septembre.
Si les vents ne font aucun dégât significatif, ce sont les pluies très abondantes qui poussent Météo-France à mettre les départements français des petites Antilles en alerte orange (Alerte cyclonique pour Saint-Martin et la Guadeloupe, fortes pluies orageuses pour la Martinique). On relèvera ainsi après 36 heures des cumuls de pluie pouvant atteindre 305 mm sur La Désirade et localement 250 mm sur la Guadeloupe. Saint-Martin, contrairement aux prévisions, ne recevra guère plus de 15 mm de pluie.
La tempête se dissipe le 3 septembre dans la soirée alors qu'elle aborde Porto Rico.

## Impact

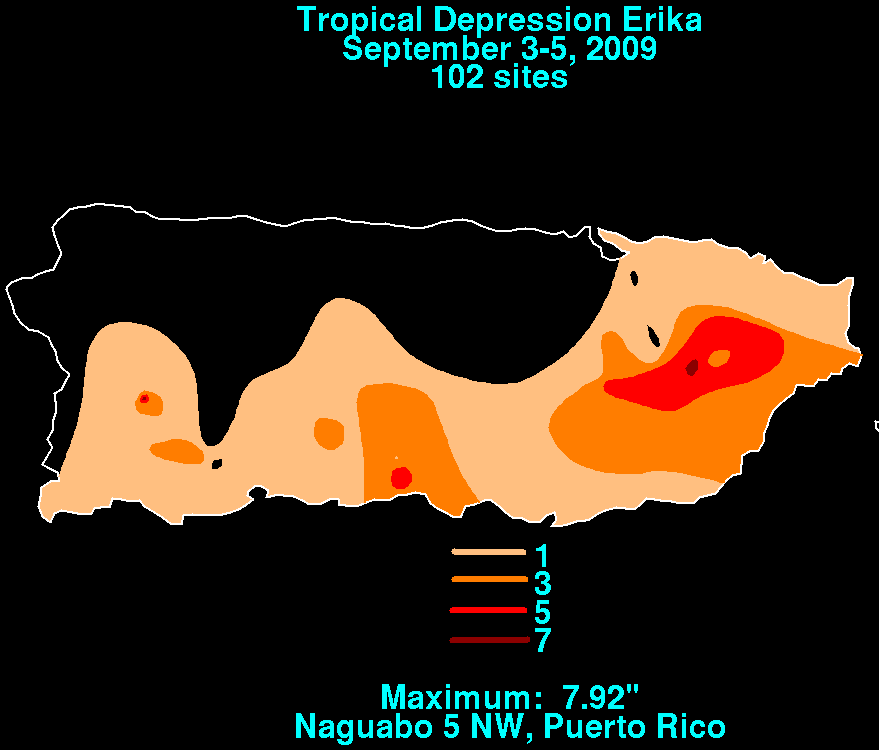
Accumulation de pluie sur porto Rico avec Erika
(1 pouce = 25.4 mm)

Le 3 septembre, tous les bureaux du gouvernement de la Dominica sont fermés à la suite des inondations causées par les pluies diluviennes. Des glissements de terrain sont signalés à Petite Savanne coupant les routes.
En Guadeloupe, les accumulations de pluie de plus de 7,9 pouces (201 mm) en plusieurs endroits ont inondé Côte-sous-le-Vent et rendu les routes impraticables en plusieurs endroits. Le maximum a été noté à La Désirade avec 12,1 pouces (307 mm), dont un record de 9,4 po (238,76 mm) en 24 heures. Sur Marie-Galante, les vents soutenus on attend 90 km/h. Un glissement de terrain s'est produit près de Losteau, sur Bouillante. Au plus fort de la tempête, autour de 12 000 personnes étaient sans courant électrique.
À Trinidad, il est tombé jusqu'à 5,5 pouces (140 mm) et à Saint-Martin, 3,7 pouces (94 mm). Sur les îles Vierges des États-Unis, c'est 1,61 pouces (41 mm) qui tomba en 24 heures causant des inondations mineures,.
Porto Rico a subi les restes d'Erika, il est tombé jusqu'à 7,92 pouces (201 mm) à la station de Naguabo et 4 pouces (102 mm) en plusieurs endroits,. Ces pluies ont gonflé les eaux causant le débordement des rivières La Plata, Loíza et Caguitas. Une des rivières a dépassé sont seuil d'inondation de 7,27 pieds (2,215896 mètres). Les dommages les plus importants ont été signalés dans la municipalité de Las Piedras avec 15 000 USD.
À la République dominicaine, des alerte aux inondations ont été émis pour les provinces de La Altagracia, El Seibo, Hato Mayor, Monte Plata, Samana, Duarte et Maria Trinidad Sanchez.

### Source
- (en) Cet article est partiellement ou en totalité issu de l’article de Wikipédia en anglais intitulé « Tropical Storm Erika (2009) » (voir la liste des auteurs).